# East Cambridgeshire
East Cambridgeshire is een Engels district in het shire-graafschap (non-metropolitan county OF county) Cambridgeshire en telt 89.000 inwoners. De oppervlakte bedraagt 651 km².
Van de bevolking is 16,4% ouder dan 65 jaar. De werkloosheid bedraagt 2,2% van de beroepsbevolking (cijfers volkstelling 2001).

## Civil parishesin district East Cambridgeshire
Ashley, Bottisham, Brinkley, Burrough Green, Burwell, Cheveley, Chippenham, Coveney, Downham, Dullingham, Ely, Fordham, Haddenham, Isleham, Kennett, Kirtling, Littleport, Lode, Mepal, Reach, Snailwell, Soham, Stetchworth, Stretham, Sutton, Swaffham Bulbeck, Swaffham Prior, Thetford, Wentworth, Westley Waterless, Wicken, Wilburton, Witcham, Witchford, Woodditton.